# Вістник Ради Народних міністрів Української Народньої Республіки
Вістник Ради Народних міністрів Української Народньої Республіки — періодичне видання (газета), офіційний орган Уряду УНР. Виходив у Києві з січня 1918 року тричі на тиждень. У виданні друкувалися урядові документи, накази, розпорядження, тексти міжнародних угод. Зокрема, було надруковано:
- текст Четвертого універсалу Центральної Ради (від 9 січня 1918 р.), яким установлювалося, що Українська Народна Республіка «стає самостійною, ні від кого незалежною, вільною, суверенною державою українського народу» (13 січня 1918. − № 3.)[1]
- текст Мирного договору між УНР та Німецькою, Австро-Угорською, Османською імперіями і Болгарським царством (1918, № 8—9).